# Marco Gomes Rodrigues
Marco Gomes Rodrigues (sinh ngày 22 tháng 6 năm 1989 ở Ribeira Brava, Madeira), thường gọi Marquinho, là một cầu thủ bóng đá người Bồ Đào Nha thi đấu cho A.D. Camacha ở vị trí tiền vệ.